# فرانسيسكو يانو دي إنكوميندا
فرانسيسكو يانو ديلا إنكوميندا (بالإسبانية: Francisco Llano de la Encomienda)‏ (سبتة 1879 - مكسيكو سيتي 1963) هو عسكري إسباني وصل إلى رتبة جنرال سنة 1931. شارك في حروب الريف والحرب الأهلية الإسبانية، حيث ظل مخلصًا للجمهورية الإسبانية الثانية. كان قائدًا للقوات في برشلونة عندما جرت محاولة لتمرد عسكري في 19 يوليو 1936. وسجنه المتمردون وبعد الثورة أُعفي من قيادته. تولى قيادة جيش الشمال في نوفمبر 1936 لكنه لم يتمكن من تشكيل قيادة موحدة. وقد أعاقته الغيرة الإقليمية والقيادة المختلطة للقوات النظامية والميليشيات. تم فصله في مايو 1937 قبل وقت قصير من سقوط شمال إسبانيا في أيدي المتمردين. لجأ إلى المكسيك بعد الحرب.

## حياته

### بداية مسيرته
ولد يانو ديلا إنكوميندا في 17 سبتمبر 1879. والتحق بأكاديمية طليطلة العسكرية في الرابعة عشرة من عمره، وتخرج برتبة ملازم ثاني بعد ثلاث سنوات. وجمع بين عمله في الوطن وفي المغرب، حيث ساهم بنشاط في حروب الريف. وأمضى فترتين من الخدمة في المغرب، حيث كان أداؤه ممتازًا. واكتسب فيها خبرة عسكرية فرقي إلى رتبة عميد سنة 1931. وعندما تم إعلان الجمهورية الثانية، نصب نفسه أحد المدافعين عنها. وفي عهد الجمهورية تولى مناصب عسكرية مختلفة. كان القادة الجمهوريون يثقون تمامًا فيه. وفي فبراير 1936 بعد الانتخابات ووصول الجبهة الشعبية إلى السلطة، عينته الحكومة الجمهورية قائدًا للفرقة الأساسية الرابعة ومقرها برشلونة، على الرغم أن رتبة عميد لا يكون قائد فرقة.

### قيادة برشلونة
بعد أن أعلن الجنرال فرانسيسكو فرانكو تمرده، أخبر إنكوميندا ضباطه في 18 يوليو 1936 أنه دعم شخصياً حزب الاتحاد الجمهوري ولكن إذا أجبرته الظروف على الاختيار بين حركتين متطرفتين، فإنه لن يتردد في دعم الشيوعية بدلاً من الفاشية. وأكد في ذلك اليوم لرئيس كتالونيا لويس كومبنيس أنه لم تكن هناك اضطرابات بين القوات في ثكنات برشلونة. ومع ذلك بدأت القوات انتفاضة في الساعات الأولى من يوم 19 يوليو 1936 واستولت على النقاط الرئيسية في المدينة، حيث عددهم 2000 من الجنود المتمردين. لكن الجمهوريين حصلوا على دعم الشرطة وامكنهم استدعاء 3000 من الحرس المدني و 3200 من حرس الاقتحام و 300 من شرطة كتالونيا.
كان إنكوميندا مترددًا في استجابته للتمرد. واستمر في إصدار الأوامر وإجراء المكالمات الهاتفية في محاولة لإيقافه، مما تسبب في حدوث بعض الارتباك بين المتمردين. فوصل الجنرال المتمرد مانويل جوديد إلى المدينة من مايوركا وسجن إنكوميندا. فقاد الحزبين الأناركيين CNT وFAI العمال ونظمهم، وانضموا إلى القوات المدافعة والحرس الموالي، فشنوا هجومًا مضادًا في اليوم التالي. وبعد قتال شاق استعادوا السيطرة على برشلونة وأطلق سراح إنكوميندا. إلا أنه أقيل بعدها من مناصبه العسكرية، ووضع في الحجر الصحي لفترة، حيث لم تكن سلطات الجمهورية متأكدة تمامًا من ولائه بعد أدائه السيئ خلال الثورة.

### جيش الشمال

تقدم المتمردين في شمال إسبانيا مارس - سبتمبر 1937

غطى جيش الشمال الجمهوري مقاطعات أستورياس وكانتابريا والباسك التي لا تزال موالية للجمهورية، وقد حافظت تلك المناطق على قدر كبير من الاستقلال السياسي والعسكري. وتم عسكرة ميليشيات الباسك في 26 أكتوبر 1936. أنشأ خوسيه أنطونيو أغيري رئيس إقليم الباسك هيئة الأركان العامة وترأسها، ووضع الصناعات الحربية تحت سيطرة الجيش واستدعى جنود الاحتياط. بحلول 26 نوفمبر 1936 بلغ عدد قوات الباسك 25,000، مع فوج مدفعية وخدمات دعم. حاولوا تشكيل جيش الباسك على الرغم من أن الدستور يحظر ذلك.
وفي 15 نوفمبر 1936 أُرسل إنكوميندا إلى بلباو، وحل محل النقيب فرانسيسكو سيوتات دي ميغيل. وفي بداية 1937 أصبح رئيسًا لـ جيش الشمال الجديد، الذي غطى مقاطعات أوفييدو وسانتاندير والباسك. على الرغم من أنه كان قائدًا تقنيًا للجيش الجمهوري في الشمال، إلا أنه فشل تمامًا في تشكيل قيادة موحدة. فلم تكن لديه تعليمات واضحة حول الدور الذي كان سيلعبه، وسرعان ما تطور الاشكال مع أغيري. وقاوم قادة المليشيات الثلاث أي تدخل. حتى أن إنكوميندا تعرض لتفتيش جمركي عند عبوره «الحدود» من أستورياس إلى سانتاندير في أونكويرا. وزعم المؤرخ هيو توماس أن رئيس حكومة الجمهورية فرانسيسكو لارجو كاباليرو أخبر القوميين الباسك بشكل خاص أن جيش الشمال ليس موجودًا فعليا، وأنه اعترف بجيش الباسك باعتباره المنظمة العسكرية الرئيسية في المنطقة الشمالية. وتعرض إنكوميندا للإذلال بسؤاله عما إذا كان البيان صحيحًا. على الرغم من قيادته الشكلية لجيش الشمال، إلا أنه وفي مناسبات عديدة تدخل أغيري في سلسلة القيادة وتولى قيادة قوات الباسك بدلا عنه. فأظهرت تلك النزاعات المريرة بين الاثنين، واشتكى إنكوميندا مرارًا وتكرارًا إلى لارجو كابييرو بشأن ضعف التعاون الذي أبداه أغيري. ومن جانبه وصفه أغيري بأنه غير قادر على قيادة 60 ألف رجل من قوات الباسك. وأنه «تجسيد لعدم الكفاءة العسكرية».

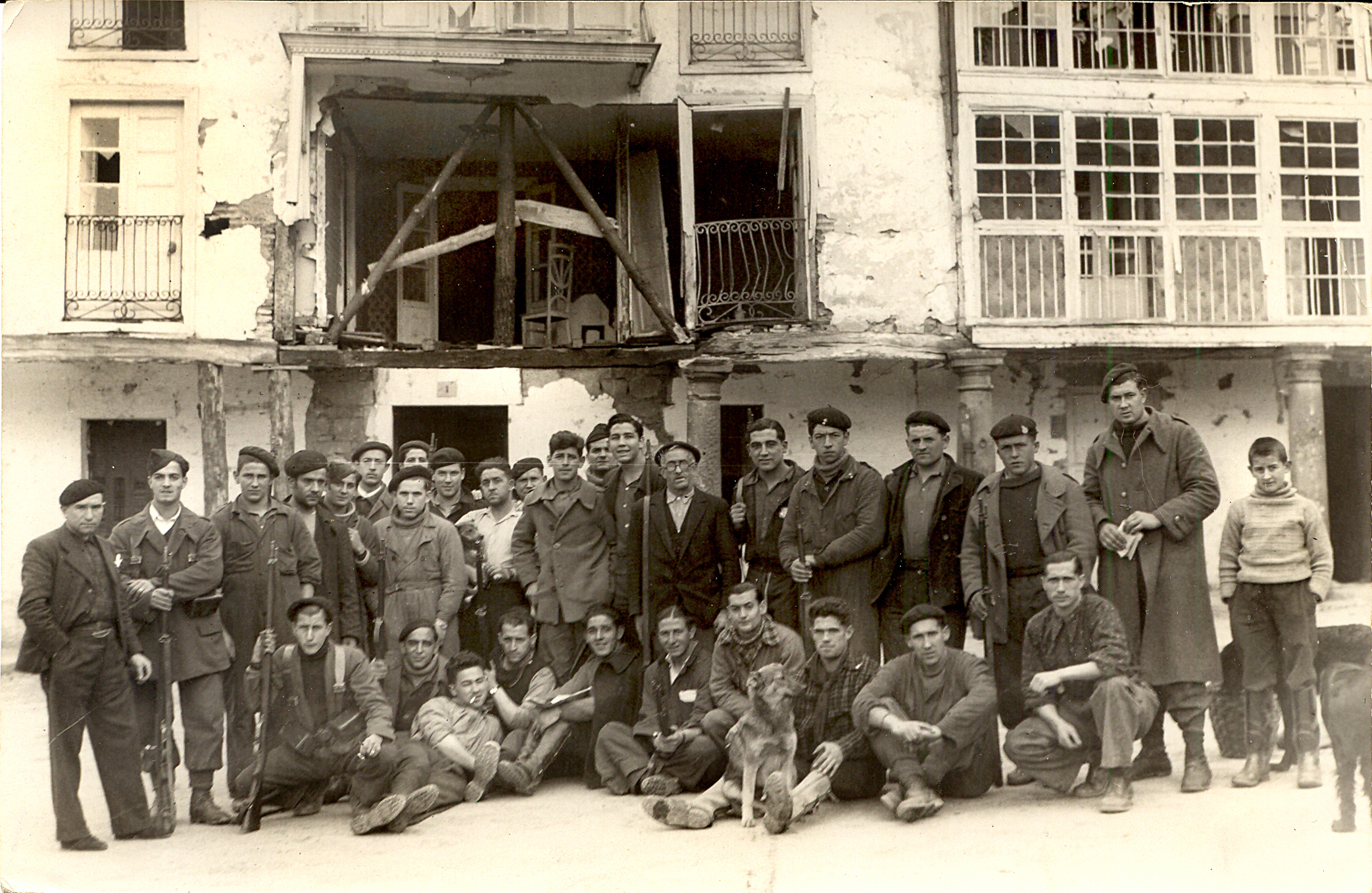
مقاتلو الباسك المؤيدون للجمهورية

وفي 31 مارس 1937 شن الجنرال إميليو مولا حملة في الشمال. كان هدفه الأول هو الاستيلاء على المناطق الصناعية في إقليم الباسك. وكانت الحملة قاسية، حيث استخدمت الضربات المدفعية المكثفة وقصف المدن مثل غيرنيكا لسحق المقاومة. كان عدم التنسيق بين قوات إنكوميندا سببًا للهزائم والانسحابات المستمرة على الرغم من المقاومة والشجاعة التي قدموها. وبالنهاية أطاعت كتائب الباسك أمر إنكوميندا بقبول الأعداد وتشكيل الألوية. ومع تقدم المتمردين إلى بلباو في أبريل 1937، طلب أغيري إرسال الجنرال خوسيه أسينسيو تورادو إلى بلباو، ولكن طلبه رفض لأن أسينسيو طرد من العسكرية بعد خسارة مالقة. وفي النهاية تولى أغيري بنفسه القيادة العسكرية في مايو، محتجًا مرة أخرى ضد الجنرال إنكوميندا، قائلاً إنه غير قادر على قيادة الجيش. وفي 27 مايو 1937 استبدل إنكوميندا رسميًا بالجنرال ماريانو جامير أوليباري. إلا أن بلباو سقطت في 19 يونيو.

### اللحظات الأخيرة والمنفى
بقي إنكوميندا في خيخون حتى اللحظة الأخيرة، عندما سقطت أستورياس فهرب إلى فرنسا عن طريق البحر. ثم عاد إلى برشلونة، حيث تعرض لمحاكمة بسبب أنشطته في الشمال، وتمت تبرئته منها. تم تكليفه بالتدريب العسكري. وفي أبريل 1938 لم يعد يشغل أي قيادة نشطة على الرغم من أنه تم تعيينه مفتشًا عامًا للمشاة. وعاد بعد سقوط كاتالونيا إلى المنطقة الوسطى. وفي نهاية الحرب هرب إلى فرنسا، ثم انتقل بعدها إلى المكسيك حيث توفي فيها سنة 1963.